# Valse heidelucifer
De valse heidelucifer (Cladonia berghsonii) is een korstmos uit de familie Cladoniaceae. Het groeit op heide en stuifzand. Het leeft in symbiose met de alg Trebouxioid.

## Kenmerken
Hij heet de volgende kenmerkende kleurreacties: C-, K- of zelden K+ (geel), KC-, P- of zelden P+ (geel), UV- of zelden UV+ (blauwig).

## Verspreiding
In Nederland komt de valse heidelucifer zeldzaam voor.